# 46701 Interrante
46701 Interrante este o planetă minoră (asteroid) din centura de asteroizi. A fost descoperită pe 7 februarie 1997 la stazione osservativa di Asiago Cima Ekar⁠(d) de Ulisse Munari⁠(d). 
Obiectul prezintă o orbită caracterizată de o semiaxă mare de 2,3532993514137 UAi, o excentricitate de 0,064421869225329, o înclinație de 5,7820506756415 ° în raport cu ecliptica.